# Gran Premi de Mònaco del 2019
El Gran Premi de Mònaco de Fórmula 1 del 2019 va ser la sisena carrera de la temporada 2019. Es corregué lloc del 24 al 26 de maig en el Circuit de Montecarlo, a Mònaco. Aquesta va ser la 77a edició de la cursa.

## Entrenaments lliures

### Resultats
| Pos.                     | No. | Pilot              | Constructor               | Temps de Qualificació | Temps de Qualificació | Temps de Qualificació | Posició de sortida |
| Pos.                     | No. | Pilot              | Constructor               | Q1                    | Q2                    | Q3                    | Posició de sortida |
| ------------------------ | --- | ------------------ | ------------------------- | --------------------- | --------------------- | --------------------- | ------------------ |
| 1                        | 44  | Lewis Hamilton     | Mercedes                  | 1:11.542              | 1:10.835              | 1:10.166              | 1                  |
| 2                        | 77  | Valtteri Bottas    | Mercedes                  | 1:11.562              | 1:10.701              | 1:10.252              | 2                  |
| 3                        | 33  | Max Verstappen     | Red Bull Racing-Honda     | 1:11.597              | 1:10.618              | 1:10.641              | 3                  |
| 4                        | 5   | Sebastian Vettel   | Ferrari                   | 1:11.434              | 1:11.227              | 1:10.947              | 4                  |
| 5                        | 10  | Pierre Gasly       | Red Bull Racing-Honda     | 1:11.740              | 1:11.457              | 1:11.041              | 81                 |
| 6                        | 20  | Kevin Magnussen    | Haas-Ferrari              | 1:11.865              | 1:11.363              | 1:11.109              | 5                  |
| 7                        | 3   | Daniel Ricciardo   | Renault                   | 1:11.767              | 1:11.543              | 1:11.218              | 6                  |
| 8                        | 26  | Daniil Kvyat       | Scuderia Toro Rosso-Honda | 1:11.602              | 1:11.412              | 1:11.271              | 7                  |
| 9                        | 55  | Carlos Sainz Jr.   | McLaren-Renault           | 1:11.872              | 1:11.608              | 1:11.417              | 9                  |
| 10                       | 23  | Alexander Albon    | Scuderia Toro Rosso-Honda | 1:12.007              | 1:11.429              | 1:11.653              | 10                 |
| 11                       | 27  | Nico Hülkenberg    | Renault                   | 1:12.097              | 1:11.670              | N/A                   | 11                 |
| 12                       | 4   | Lando Norris       | McLaren-Renault           | 1:11.845              | 1:11.724              | N/A                   | 12                 |
| 13                       | 8   | Romain Grosjean    | Haas-Ferrari              | 1:11.837              | 1:12.027              | N/A                   | 13                 |
| 14                       | 7   | Kimi Räikkönen     | Alfa Romeo Racing-Ferrari | 1:11.993              | 1:12.115              | N/A                   | 14                 |
| 15                       | 99  | Antonio Giovinazzi | Alfa Romeo Racing-Ferrari | 1:11.976              | 1:12.185              | N/A                   | 181                |
| 16                       | 16  | Charles Leclerc    | Ferrari                   | 1:12.149              | N/A                   | N/A                   | 15                 |
| 17                       | 11  | Sergio Pérez       | Racing Point-BWT Mercedes | 1:12.233              | N/A                   | N/A                   | 16                 |
| 18                       | 18  | Lance Stroll       | Racing Point-BWT Mercedes | 1:12.846              | N/A                   | N/A                   | 17                 |
| 19                       | 63  | George Russell     | Williams-Mercedes         | 1:13.477              | N/A                   | N/A                   | 19                 |
| 20                       | 88  | Robert Kubica      | Williams-Mercedes         | 1:13.751              | N/A                   | N/A                   | 20                 |
| Regla del 107%: 1:16.434 |     |                    |                           |                       |                       |                       |                    |
| Font:                    |     |                    |                           |                       |                       |                       |                    |

Notes
- ^1  – Pierre Gasly i Antonio Giovinazzi van rebre sancions de tres punts per impedir a altres pilots durant la qualificació.

## Carrera
Resultats
| Pos.                                                                     | Nº | Pilot              | Equip-motor               | Voltes | Temps/Retirat | Graella | Punts |
| ------------------------------------------------------------------------ | -- | ------------------ | ------------------------- | ------ | ------------- | ------- | ----- |
| 1                                                                        | 44 | Lewis Hamilton     | Mercedes                  | 78     | 1:43:28.437   | 1       | 25    |
| 2                                                                        | 5  | Sebastian Vettel   | Ferrari                   | 78     | +2.602        | 4       | 18    |
| 3                                                                        | 77 | Valtteri Bottas    | Mercedes                  | 78     | +3.162        | 2       | 15    |
| 4                                                                        | 33 | Max Verstappen     | Red Bull Racing-Honda     | 78     | +5.5371       | 3       | 12    |
| 5                                                                        | 10 | Pierre Gasly       | Red Bull Racing-Honda     | 78     | +9.946        | 8       | 112   |
| 6                                                                        | 55 | Carlos Sainz Jr.   | McLaren-Renault           | 78     | +53.454       | 9       | 8     |
| 7                                                                        | 26 | Daniil Kvyat       | Scuderia Toro Rosso-Honda | 78     | +54.574       | 7       | 6     |
| 8                                                                        | 23 | Alexander Albon    | Scuderia Toro Rosso-Honda | 78     | +55.200       | 10      | 4     |
| 9                                                                        | 3  | Daniel Ricciardo   | Renault                   | 78     | +1:00.894     | 6       | 2     |
| 10                                                                       | 8  | Romain Grosjean    | Haas-Ferrari              | 78     | +1:01.0343    | 13      | 1     |
| 11                                                                       | 4  | Lando Norris       | McLaren-Renault           | 78     | +1:06.801     | 12      |       |
| 12                                                                       | 11 | Sergio Pérez       | Racing Point-BWT Mercedes | 77     | +1 volta      | 16      |       |
| 13                                                                       | 27 | Nico Hülkenberg    | Renault                   | 77     | +1 volta      | 11      |       |
| 14                                                                       | 20 | Kevin Magnussen    | Haas-Ferrari              | 77     | +1 volta4     | 5       |       |
| 15                                                                       | 63 | George Russell     | Williams-Mercedes         | 77     | +1 volta      | 19      |       |
| 16                                                                       | 18 | Lance Stroll       | Racing Point-BWT Mercedes | 77     | +1 volta5     | 17      |       |
| 17                                                                       | 7  | Kimi Räikkönen     | Alfa Romeo Racing-Ferrari | 77     | +1 volta      | 14      |       |
| 18                                                                       | 88 | Robert Kubica      | Williams-Mercedes         | 77     | +1 volta      | 20      |       |
| 19                                                                       | 99 | Antonio Giovinazzi | Alfa Romeo Racing-Ferrari | 76     | +2 voltes     | 18      |       |
| Ret                                                                      | 16 | Charles Leclerc    | Ferrari                   | 16     | Danys         | 15      |       |
| Volta ràpida: Pierre Gasly (Red Bull Racing-Honda) — 1:14.279 (volta 72) |    |                    |                           |        |               |         |       |
| Font:                                                                    |    |                    |                           |        |               |         |       |

Notes
- ^1  – Max Verstappen va acabar segon, però va rebre una penalització de 5 segons per a un llançament de pit-stop insegur.
- ^2  – Inclou un punt per a la volta més ràpida.
- ^3  – Romain Grosjean va acabar novè, però va rebre una penalització de 5 segons per creuar la línia de sortida de la fossa.
- ^4  – Kevin Magnussen va acabar 12è, però va rebre una penalització de 5 segons per deixar la pista i obtenir un avantatge.
- ^5  – Lance Stroll va rebre una penalització de 5 segons per deixar la pista i obtenir un avantatge.